# 上冯圣母庙
圣母庙，位于山西省运城市夏县埝掌镇上冯村，是中华人民共和国山西省文物保护单位之一。
1996年1月12日，授予山西省文物保护单位，编号3-128，是一座古建筑及历史纪念建筑物。